# Armand Schiele
Armand Schiele (ur. 7 czerwca 1967 w Colmar) – francuski narciarz alpejski. Startował w supergigancie igrzyskach w Albertville w 1992 r., ale nie ukończył zawodów. Nie startował na mistrzostwach świata. Najlepsze wyniki w Pucharze Świata osiągnął w sezonie 1989/1990, kiedy to zajął 38. miejsce w klasyfikacji generalnej, a w klasyfikacji supergiganta był dziewiąty.

## Sukcesy

### Puchar Świata

#### Miejsca w klasyfikacji generalnej
- 1989/1990 – 38.
- 1991/1992 – 86.
- 1992/1993 – 121.
- 1993/1994 – 127.

#### Miejsca na podium
1. Val d’Isère – 29 stycznia 1990 (supergigant) – 2. miejsce